# Kei Nishikori
Kei Nishikori (japanska: 錦織圭?, Nishikori Kei), född 29 december 1989 i Matsue, Japan, är en professionell japansk tennisspelare. Han är bosatt i  Bradenton i Florida. 
17 februari 2008 blev han den första japanen sedan 1992 att vinna en ATP-titel då han segrade i Delray Beach, USA. När han tog sig till kvartsfinal i Australiska öppna 2012 var han den första japanen på 80 år som lyckats med den bedriften.